# Platylabus infirmus
Platylabus infirmus är en stekelart som beskrevs av Heinrich 1974. Platylabus infirmus ingår i släktet Platylabus och familjen brokparasitsteklar. Inga underarter finns listade i Catalogue of Life.